# Történetek
A Történetek a Bojtorján együttes második nagylemeze, amely 1983-ban jelent meg. 

## Dalok
1. Nyugtalan idők
2. Páratlan oldal
3. Messze van
4. Gonosz egy év
5. Madarak
6. Összetartozunk
7. December végén
8. Lóverseny
9. Nyolckézláb
10. Bálterem
11. A sárga angyalra várva
12. Egy hétig tart...
13. A mi utcánk

## Közreműködött
- Bojtorján együttes
  - Pomázi Zoltán – gitárok, autoharp, ének
  - Kemény Győző – dobro, hegedű, ének
  - Vörös Andor – pedál steel gitár, bendzsó, mandolin, ének
  - Buchwart László – gitár
- Heilig Gábor – basszusgitár, ének
- Szörényi Szabolcs – basszusgitár
- Szörényi Levente – elektromos gitár
- Bródy János – pedál steel gitár, ének
- Balázs Ferenc – billentyűs hangszerek
- Koltay Gergely – fuvola
- Párniczki Ede – hegedű
- Bocskai István – szájharmonika
- Dés László – szaxofon
- Gőz László – harsona
- Csizmadia Gábor – trombita
- Várkonyi Eszter – vokál